# Лестадіанство

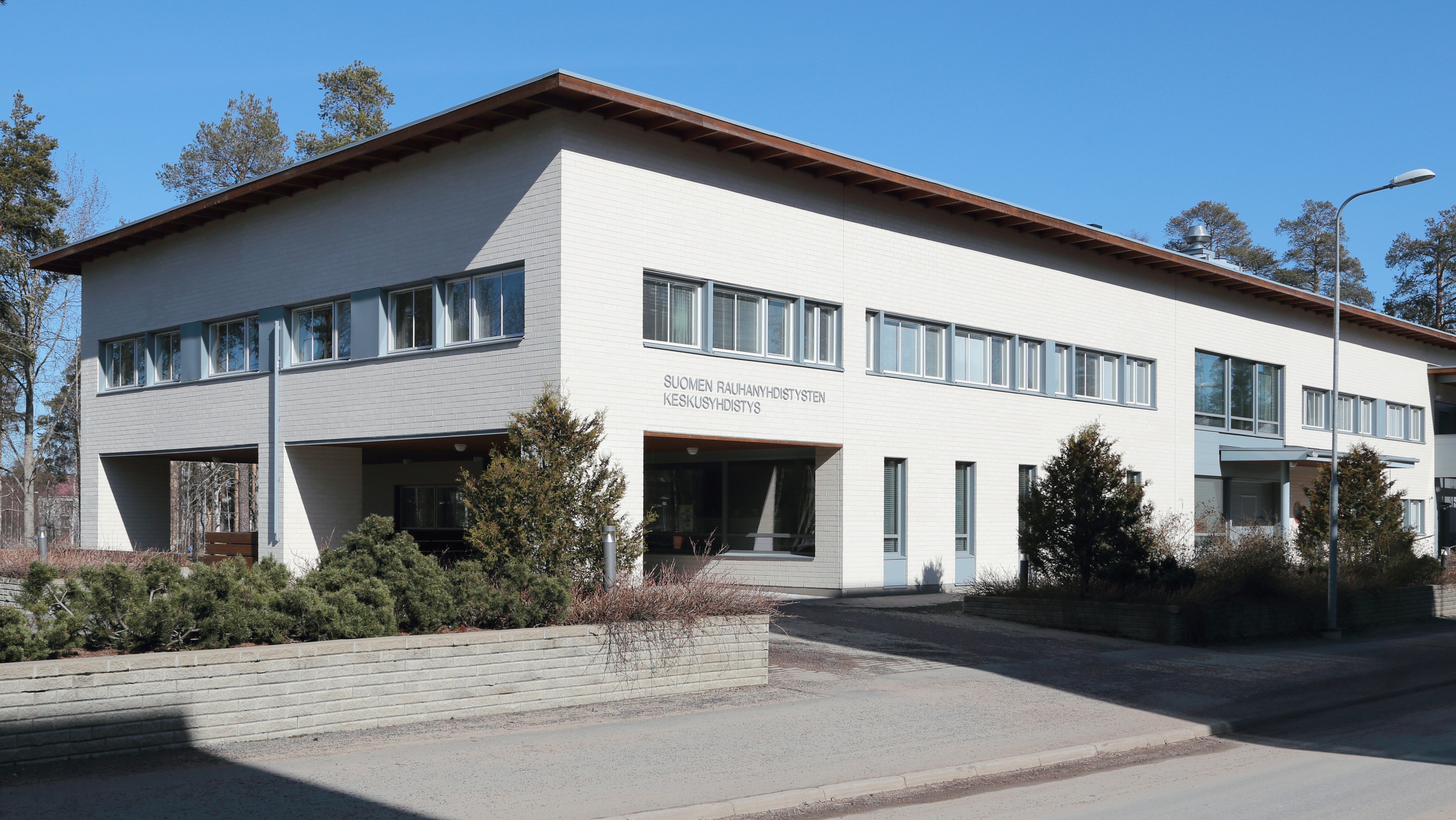
Штаб-квартира Центральної асоціації консервативних лестадіанців у районі Контінкангас міста Оулу, Фінляндія

Лестадіа́нство, також відоме як лестадіанське лютеранство та апостольське лютеранство, є пієтичним рухом лютеранського відродження, який почався в Сапмі в середині 19 століття. Названий на честь адміністратора шведської лютеранської державної церкви та лідера руху за стриманість Ларса Леві Лестадіуса, це найбільший рух за відродження пієтизму в Північних країнах. Він має членів переважно у Фінляндії, Північній Америці, Норвегії, Росії та Швеції. Є також менші збори в Африці, Південній Америці та Центральній Європі. Крім того, лестадіанці мають місіонерів у 23 країнах. За оцінками, чисельність лестадіанців у всьому світі становить від 144 000 до 219 000 осіб.

## Основи віровчення
Церква вчить, що кожен віруючий має владу свідчити, що гріхи інших прощені, що іноді називають голосною заявою про прощення гріхів. Лестадіанці зазвичай проголошують прощення гріхів «в ім'я та кров Ісуса».
«Мирськість» не заохочується, лестаданці засуджують дошлюбний секс і вживання алкоголю, за винятком таїнства святого причастя. При цьому куріння не заборонене. Консервативні лестадіанці нехтують мирськими «вадами», такими як танці, телебачення, контрацепція, ритмічна музика, макіяж, сережки, фільми, татуювання та лайка. Деякі консервативні елементи в церкві йдуть ще далі, наприклад, відмовляючись купувати страховку, забороняючи своїм дітям участь в організованих шкільних спортивних змаганнях і вилучаючи їхні автомобільні радіоприймачі. Простота в домі, включаючи заборону штор і квітів, також є поширеною претензією — особливо серед первинних лестадіанців — але не доктриною Церкви.